# Massimiliano Civica
Massimiliano Civica (Rieti, Italia, 1974) es un director de escena italiano.

## Biografía
Después de graduarse en la Universidad La Sapienza de Roma con una licenciatura en Metodologia della critica dello spettacolo, estudia en el Odin Teatret de Eugenio Barba y luego se unió al curso de dirección en la Academia Nacional de Arte Dramático. Después trabaja en el Teatro della Tosse de Génova, colaborando con Emanuele Luzzati y Tonino Conte. 
En 2007 se convierte en director artístico del Teatro della Tosse, creando el proyecto de tres años Facciamo insieme teatro, que gana el Premio ETI. 
En 2008 con su Il mercante di Venezia gana el Premio Ubu a la mejor dirección, al año siguiente consigue el Premio Vittorio Mezzogiorno. 
En 2010 dirige Un sogno nella notte dell'estate, basado sur la obra de William Shakespeare y producido por el Teatro Stabile dell'Umbria.  En 2012 dirige Soprattutto l'anguria, un espectáculo sobre la relación entre dos hermanos. 
Además de impartir talleres de interpretación, es profesor universitario en la Cátedra de 'Metodologia della critica dello spettacolo de la Universidad La Sapienza y director de la Academia de Bellas Artes de Génova. 
En 2015 gana el Premio Ubu en la categoría de Mejor Director por Alcesti de Eurípides. 
En 2016 debuta con "Un quaderno per l'inverno", una obra escrita por Armando Pirozzi.  El espectáculo gana el Premio Ubu a la mejor dirección (ex aequo con Massimo Popolizio) y al mejor texto italiano.
Desde enero de 2018 es consultor artístico a la dirección del Teatro Metastasio de Prato.

## Obras

### Actor
- 2012: Seppure voleste colpire de Roberto Latini

### Director
- 2004: Andromaca
- 2005: Grand Guignol
- 2006: Nuda proprietà de Mirko Feliziani
- 2007: La parigina de Henry Becque
- 2009: Il mercante di Venezia de William Shakespeare
- 2010: Un sogno nella notte d'estate (tratto da Sogno di una notte di mezza estate) de William Shakespeare
- 2011: Attraverso il furore de Armando Pirozzi
- 2013: Soprattutto l'anguria de Armando Pirozzi
- 2015: Altamente volatile de Armando Pirozzi
- 2015: Alcesti de Eurípides
- 2016: Dialoghi degli dei de Luciano de Samósata
- 2017: Un quaderno per l'inverno de Armando Pirozzi
- 2018: Belve de Armando Pirozzi
- 2019: Antigone de Sófocles